# パワープラッツ
パワープラッツ（英語表記：POWER PLAT'S）は、衛星一般放送事業者である株式会社ムービーチャンネルが運営するペイ・パー・ビュー（PPV）チャンネル。プラットフォームはスカパー!プレミアムサービス。同社が運営する「VENUS」についても記述する。

## 沿革
- 1996年（平成8年）
  - 2月13日 - 松竹グループ、三井物産などの出資により株式会社ムービーチャンネルを設立。
  - 10月1日 - パーフェクTV!（現・スカパー!プレミアムサービス）の委託放送事業者として洋画専門チャンネル（ペイテレビ）「パワームービー」（Ch.311）、PPVチャンネル「パワームービープラス1 - 4」（Ch.100 - 103）放送開始。
- 2002年（平成14年）
  - 2月28日 - 「パワームービー」放送終了。
  - 6月1日 - 「パワームービープラス1 - 4」を「POWER PLAT'S」にチャンネル名を変更するとともに、スカパー!Ch.104・105でも放送開始。
- 2004年（平成16年）
  - 2月 - 電気通信役務利用放送事業者に登録し、委託放送事業から移行。
  - 8月31日 - スカパー!Ch.105での放送を終了。
- 2007年（平成19年）9月30日 - スカパー!Ch.104での放送を終了。
- 2009年（平成21年）
  - 4月30日 - スカパー!Ch.100、エラボ（JC-HITS）のCh.150、Ch.959が放送・配信を終了。
  - 5月1日 - 大人の男専用のPPVチャンネルとしてスカパー!Ch.101 - 103「パワープラッツ」の3チャンネル体制で新たなスタートを切った。
- 2010年（平成22年）1月5日 - シーエスロジネットが株式を取得し、松竹グループから離脱。新役員体制が発足。
- 2012年（平成24年）
  - 9月30日 - スカパー!Ch.SD101 - 103の放送を終了した。
  - 10月1日 - スカパー!プレミアムサービスにてCh.957「VENUS」、Ch.968「パワープラッツ」の放送を開始した。
- 2016年（平成28年）10月1日 - Ch.968のチャンネル名称を「濃密熟女 パワープラッツ」に変更した。
- 2020年（令和2年）1月1日 - Ch.968のチャンネル名称を「美熟女の壺 パワープラッツ」に変更した。
- 2021年（令和3年）8月1日 - Ch.968のチャンネル名称を「熟女満宝 パワープラッツ」に変更した。
- 2022年（令和4年）5月31日 - Ch.968を閉局した。Ch.957「VENUS」は6月以降も放送を継続している。

## 放送チャンネル
- スカパー!プレミアムサービス Ch.957「VENUS」（衛星一般放送事業者は、スカパー・エンターテイメント）
  - 2013年7月1日よりスカパー!プレミアムサービス光でも放送開始した。
  - 2012年10月1日から2013年3月31日までは、スカパー!プレミアムサービス（標準画質）Ch.908でも放送していた。

## 過去に放送していたチャンネル
CS放送
- スカパー!プレミアムサービス（標準画質）Ch.SD101 - 103
  - Ch.101 - 早朝のみプロモーションビデオ、以後22時までR-15またはR-18番組
  - Ch.102 - 早朝のみR-15プロモーションビデオ、以後22時までR-15またはR-18番組
  - Ch.103 - アニメーション映画・OVA等（視聴年齢制限は不定）

いずれのチャンネルも、22時以降翌日早朝までの時間帯は、基本的に成人向け編成（Ch.103はアダルトアニメ限定）の「パワープラッツ・ナイト」となっている。
- スカパー!プレミアムサービス Ch.968「熟女満宝 パワープラッツ」（衛星一般放送事業者は、スカパー・エンターテイメント）
  - 2013年7月1日よりスカパー!プレミアムサービス光でも放送開始した。

ケーブルテレビ等
- スカパー!プレミアムサービス光（標準画質）、光パーフェクTV! Ch.101 - 103
  - スカパー!の同番号チャンネルと同一内容。
- 2009年4月30日までは、JC-HITS「エラボ」導入のケーブルテレビ局各社のJ150ch、J959chでも放送していた。スカパー! Ch.100（当時）と同内容。時間帯で放送チャンネル番号が異なり、早朝から22時まで視聴年齢制限のない番組はJ150chで、22時以降の成人向け編成「パワープラッツ・ナイト」はJ959chでの放送。
- 2011年1月31日までは、JCN足立のCh.101 - 103（スカパー!と同番号）でも放送していた。